# 12,7 × 108 мм

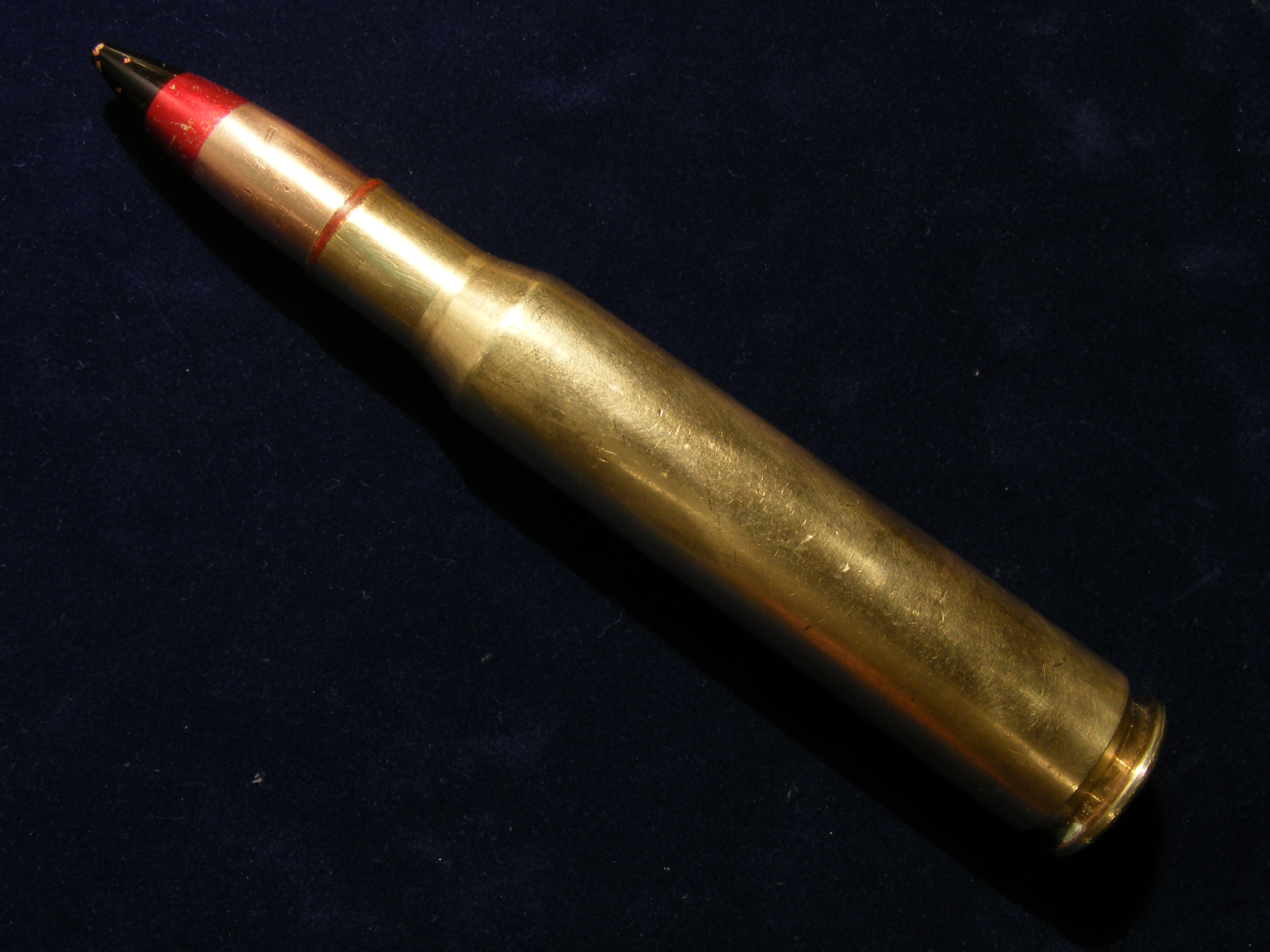
12,7-мм патрон с бронебойно-зажигательной пулей

12,7×108 мм — советский патрон, разработанный в 1930 году в качестве боеприпаса для крупнокалиберного пулемёта.

## История
Первые опыты по разработке крупнокалиберных пулемётов начались в СССР в 1925 году под английский «пятилинейный» патрон 12,7 × 81 мм, но около 1927 года, вслед за разработкой в Великобритании патрона .5-inch Vickers High Velocity(масса пули .5-дюймового патрона V/664 составлял 664 грана(43,1 г), а метательный заряд — 316 гран(20,5 г) пороха нитроцеллюлозы Nobel. Начальная скорость пули составляла 3035 футов в секунду(925 м/с)) было принято решение увеличить мощность патрона. Итоговый результат принят на вооружение как боеприпас для крупнокалиберного пулемёта ДК в начале 1930-х.
К 1938 году патрон был модернизирован, были разработаны и приняты на вооружение новые его варианты.
В 1940—1941 годы производство патрона увеличивалось: в 1941 году было выпущено в 4,3 раз больше 12,7-мм патронов, чем в течение 1940 года.
После начала Великой Отечественной войны, в 1941 году под этот патрон было выпущено некоторое количество однозарядных 12,7-мм противотанковых ружей В. Н. Шолохова, но к началу 1942 года их производство было прекращено в связи с поступлением в войска 14,5-мм противотанковых ружей ПТРД и ПТРС, патрон которых имел большее пробивное действие.
В 1943 году ряд операций в производстве патрона были автоматизированы, что позволило существенно увеличить выпуск 12,7-мм патронов.
После окончания Великой Отечественной войны патрон был принят на вооружение социалистических государств Восточной Европы и в дальнейшем стал штатным боеприпасом стран Организации Варшавского договора.
На рубеже 1980—1990-х годов началась разработка 12,7-мм снайперских винтовок (венгерская М1 «Gepard», российская В-94 и др.).
После вступления в НАТО государств Восточной Европы, патрон оказался на вооружении некоторых стран НАТО.
В 2004 году патрон был использован для винтовки АСВК.

## Варианты
- Б-30 (бронебойная пуля массой 49 г и длиной 64 мм с закалённым стальным сердечником) — первый вариант патрона[1], снят с производства, заменён патроном Б-32.
- Т-38 — трассирующая пуля со свинцовым сердечником.[8]
- БЗТ (бронебойно-зажигательно-трассирующая пуля) — выпуск начат до начала Великой Отечественной войны[1], патрон снят с производства, заменён БЗТ-44
- Б-32 (бронебойно-зажигательная пуля со стальным сердечником, индекс ГРАУ — 57-БЗ-542) — основной патрон[1]. При стрельбе из пулемёта ДШКМ по стальной броне средней твёрдости RHA (стандарта НАТО) бронепробиваемость пули Б-32 составляет 20 мм/500 м/0 град. от нормали. При стрельбе из пулемёта НСВ-12,7 по стальной броне марки 2П бронепробиваемость пули Б-32 составляет 20 мм/100 м/0 град.
- БС-41 (бронебойно-зажигательная пуля массой 55,4 г и длиной 51 мм с сердечником из вольфрамового сплава). Выпускалась в незначительном количестве в начальный период Второй Мировой войны для 12,7-мм противотанковых ружей Шолохова.
- БЗТ-44 (бронебойно-зажигательно-трассирующая пуля).
- БЗФ-46 (фосфорная бронебойно-зажигательная пуля) — патрон для авиационных пулемётов
- БС (бронебойно-зажигательная пуля с металлокерамическим сердечником, индекс ГРАУ — 7-БЗ-1[9]) — разработан в 1972 году
- МДЗ — пуля зажигательная мгновенного действия
- 12,7СН (индекс ГРАУ — 7Н34) — снайперский патрон. Масса патрона 147 г. Начальная скорость полёта пули ~790-800 м/с. Пуля (59,2 г.) имеет составной сердечник состоящий из стальной и свинцовой части. Стальной сердечник расположен в головной части пули. Он выполнен из термоупрочненной инструментальной стали и обеспечивает поражение легкобронированной техники на дистанции 1500 м. Производство патрона началось в начале 2000-х сначала на Новосибирском, а затем и на Ульяновском патронных заводах. Снайперские патроны отличительной окраски не имеют. Данный снайперский патрон при использовании более современного вида пороха, с достаточно высокой насыпной плотностью, может придавать пуле массой 59,2 г. начальную скорость полёта около 835 м/с; либо пуле массой 49,5 г. начальную скорость около 910 м/с; либо пуле массой 48,3 г. начальную скоростью полёта около 920 м/с. Но это в перспективе при возможном дальнейшем развитии и замене вида пороха данного типа патрона.[10]

## Использование

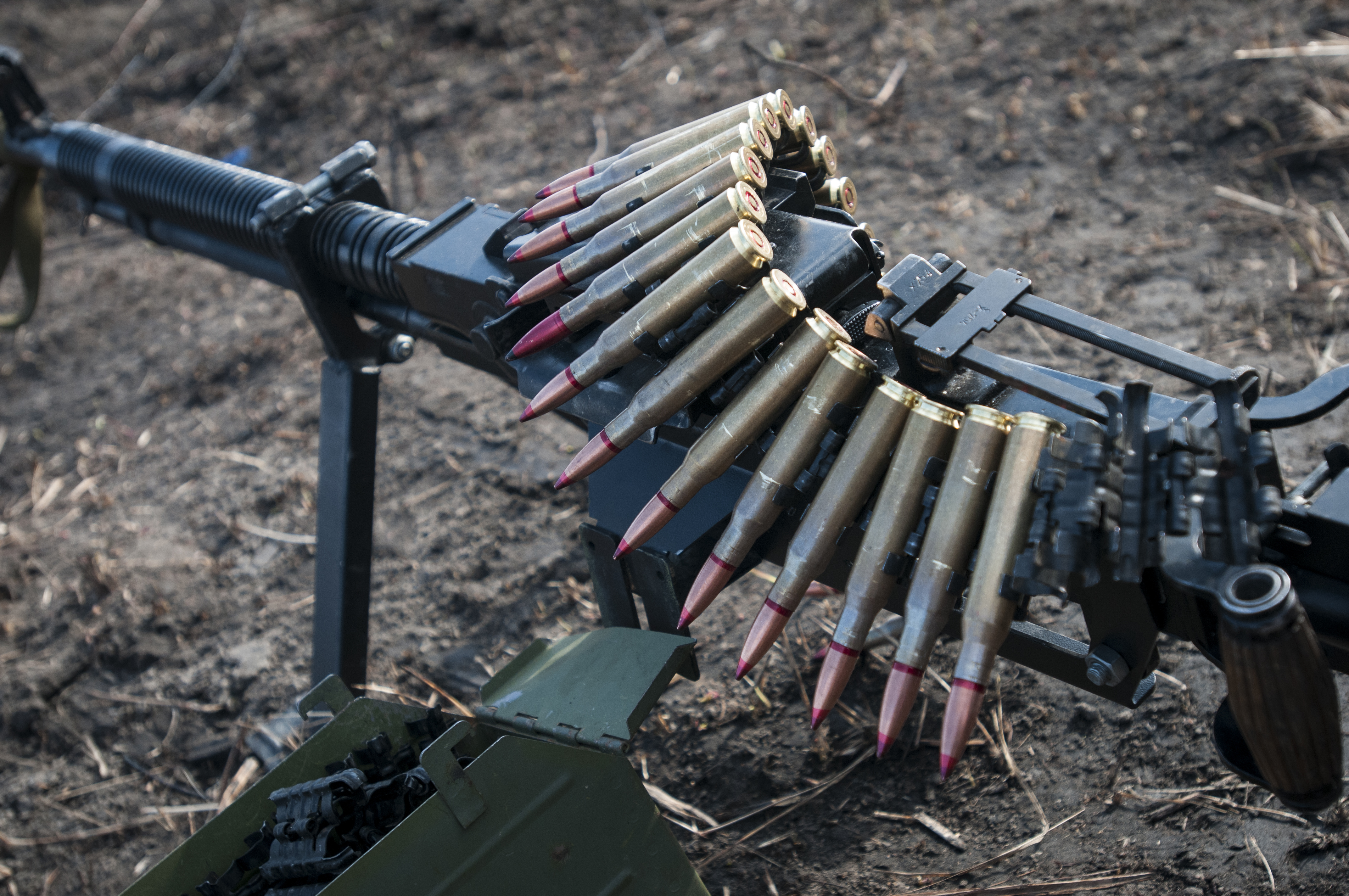
На пулемёте ДШК.

Патрон используется в следующих типах оружия:
- 6П62
- 80.002
- AMR-2
- CS/LM5
- CS/LR5
- DXL-5
- Gepard M1 (Gepard M2, Gepard M2A2)
- JS 05
- JS 12.7
- LR2
- M06
- M99B-I (M06)
- NSG50
- QBU-09
- QJZ-89
- W-03
- W85 (QJC-88)
- А-12,7
- АСВК
- ДК
- ДШК
- ДШКМ
- УБ
- НСВ «Утёс»
- ЯкБ-12,7
- Корд
- ПТР Шолохова
- Тип 54
- Тип 77
- Тип 85
- ОСВ-96
- ОЦ-44
- Застава М02 «Којот» (Застава М87)
- Застава М12 «Црно копље»
- Застава М93 «Црна стрела»
- КСВК
- К-15